# 幻想曲
幻想曲是一种樂曲形式，它最初来源于即興創作，因此它的形式很少符合任何教科书中所提到的音乐形式。
在巴洛克和古典主義時期，典型的幻想曲是以鍵盤樂器演奏的搭配著快速變換的賦格结构的曲调。巴洛克时期的代表作有约翰·塞巴斯蒂安·巴赫的幻想曲：BWV903（羽管键琴）、BWV542g小调幻想曲和赋格曲（管风琴）、BWV537c小调幻想曲和赋格曲。古典音乐的代表作有沃尔夫冈·阿马多伊斯·莫扎特的d小调幻想曲。现代的代表作包括費鲁喬·布索尼的《对位幻想曲》和约翰·科里格里亚诺的《固定低音幻想曲》。
巴洛克时期的一些弦乐音乐也被称为幻想曲，这些作品的特征（不过不是所有的作品都具有这样的特征）是快速的赋格片断与慢速的片断交替，有时不和谐的和弦。按照牛津简明音乐词典的说法，幻想曲在历史上与圣歌有很紧的联系。亨利·珀塞尔的幻想曲是巴洛克时代最后的代表。20世纪里，约翰·艾尔兰、弗兰克·布里奇和本杰明·布里顿均写过弦乐器的幻想曲。
在浪漫主义时期两个相反的趋势影响了幻想曲的发展：其一是即兴演出的不断减少，即兴演奏只用来作为作曲的测试。第二是有些作曲的形式越来越自由。弗雷德里克·肖邦的f小调/A大调幻想曲混合了不同的键盘技术与经典的奏鸣曲形式，形成了一首不寻常的、形式复杂的作品。罗伯特·舒曼的众多幻想曲小巧玲珑，往往带有说明性的标题。

## 外部連結
- 幻想曲的相關樂譜 （页面存档备份，存于），由国际乐谱典藏计划提供